# Gerstenberg
Gerstenberg ist eine Gemeinde im thüringischen Landkreis Altenburger Land. Sie gehört zur Verwaltungsgemeinschaft Pleißenaue.

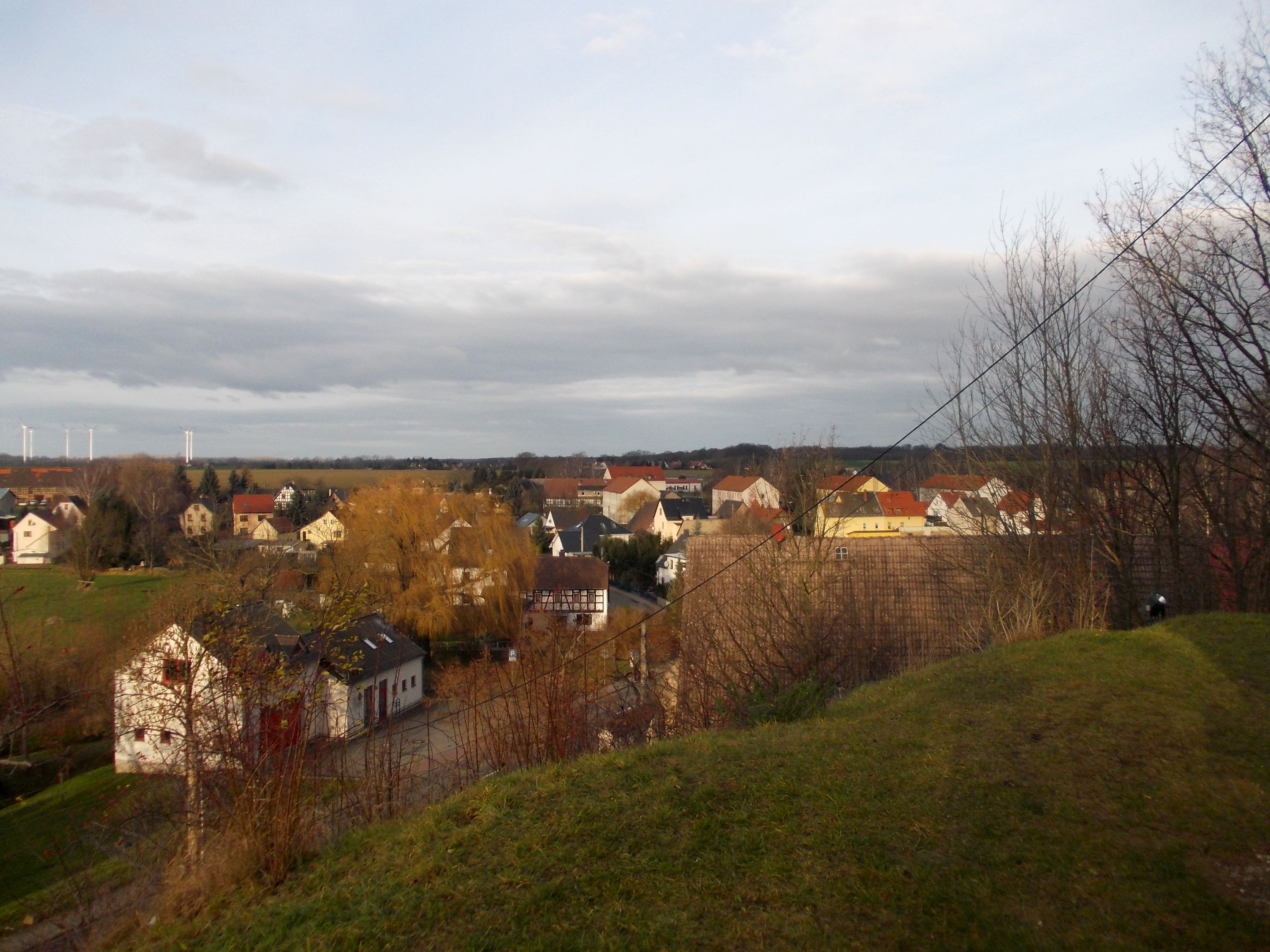
Teilansicht des Ortes vom Kirchberg

## Geografie

### Lage
Gerstenberg liegt südöstlich des Kammerforstes und westlich der Talsperre Windischleuba sowie vom Kohrener Land. An der Gemarkung führen östlich die Bundesstraßen 7 und 93 vorüber. Die Stadt Altenburg liegt südlich. Mitten im überlössten Hügelland von Altenburg befinden sich Gerstenberg und der Ortsteil Pöschwitz.

### Nachbargemeinden
Angrenzende Gemeinden sind (im Uhrzeigersinn) Meuselwitz, Treben, Windischleuba und die Stadt Altenburg.

### Gemeindegliederung
Ortsteile sind Gerstenberg und Pöschwitz.

## Geschichte
Gerstenberg wurde im Jahre 1227 erstmals urkundlich erwähnt. Die Ritterlinie „von Gerstenberg“ erlosch 1710. Im Ortsteil Pöschwitz wurde bereits 1181 eine Befestigungsanlage erwähnt. Dieses spätere Rittergut ging 1798 in bürgerlichen Besitz über. Angehörige der Familien dienten den Herzögen von Sachsen-Gotha und Sachsen-Altenburg. Nach der Enteignung 1951 war das ehemals größte Bauerngut nur noch ein Wohngrundstück mit MTS und einem kleinen Neubauern.
Gerstenberg gehörte zum wettinischen Amt Altenburg, welches ab dem 16. Jahrhundert aufgrund mehrerer Teilungen im Lauf seines Bestehens unter der Hoheit folgender Ernestinischer Herzogtümer stand: Herzogtum Sachsen (1554 bis 1572), Herzogtum Sachsen-Weimar (1572 bis 1603), Herzogtum Sachsen-Altenburg (1603 bis 1672), Herzogtum Sachsen-Gotha-Altenburg (1672 bis 1826). Bei der Neuordnung der Ernestinischen Herzogtümer im Jahr 1826 kam der Ort wiederum zum Herzogtum Sachsen-Altenburg. Nach der Verwaltungsreform im Herzogtum gehörte er bezüglich der Verwaltung zum Ostkreis (bis 1900) bzw. zum Landratsamt Altenburg (ab 1900). Das Dorf gehörte ab 1918 zum Freistaat Sachsen-Altenburg, der 1920 im Land Thüringen aufging. 1922 kam es zum Landkreis Altenburg.
Die infrastrukturelle Modernisierung der Gemeinde begann 1880 mit der Gründung der örtlichen Freiwilligen Feuerwehr und setzte sich 1915 mit dem Beginn der Elektrifizierung und 1952 mit dem Bau der ersten Wasserleitung fort. Am Ende des Zweiten Weltkriegs 1945 wurde der Ort zunächst von den Amerikanern besetzt und im Juli 1945 an die Rote Armee übergeben.
Am 1. Juli 1950 wurde Pöschwitz eingemeindet. Bei der zweiten Kreisreform in der DDR wurden 1952 die bestehenden Länder aufgelöst und die Landkreise neu zugeschnitten. Somit kam Gerstenberg mit dem Kreis Altenburg an den Bezirk Leipzig. Im Jahr 1990 wurde der Ort mit dem Landkreis Altenburg wieder thüringisch. Seit 1994 gehört er zum Landkreis Altenburger Land.

### Kirche

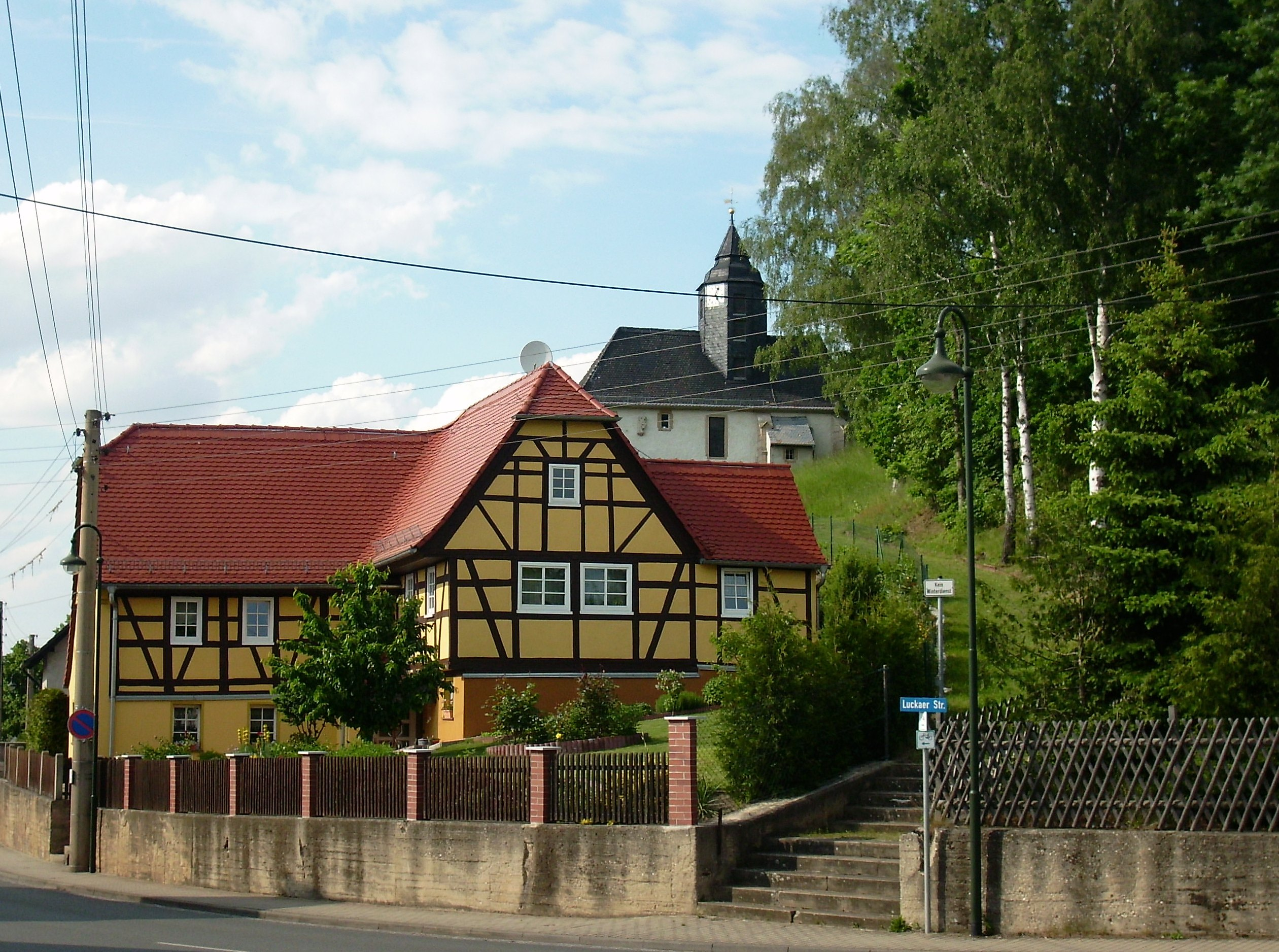
An der Kirche in Gerstenberg

Dorfkirche Gerstenberg

### Eingemeindungen
1950 wurde Pöschwitz angegliedert.

### Einwohnerentwicklung
Entwicklung der Einwohnerzahl (31. Dezember):
| - 1994: 610 - 1995: 621 - 1996: 634 - 1997: 629 - 1998: 615 - 1999: 617 | - 2000: 609 - 2001: 603 - 2002: 593 - 2003: 589 - 2004: 576 - 2005: 569 | - 2006: 561 - 2007: 571 - 2008: 549 - 2009: 571 - 2010: 538 - 2011: 522 | - 2012: 511 - 2013: 520 - 2014: 514 - 2015: 516 - 2016: 500 - 2017: 514 | - 2018: 497 - 2019: 493 - 2020: 500 - 2021: 494 - 2022: 486 - 2023: 475 |

Datenquelle: Thüringer Landesamt für Statistik

## Politik
Ehrenamtlicher Bürgermeister der Gemeinde ist seit 2024 Uwe Patzelt (parteilos). Bei der Kommunalwahl 2024 wurde er mit 89,3 % der abgegebenen gültigen Stimmen gewählt. Sein Vorgänger Bertram Schröder trat nach 18 Jahren Amtszeit nicht wieder an.
Seit der Kommunalwahl vom 26. Mai 2024 setzt sich der Gemeinderat wie folgt zusammen:
- Feuerwehrverein Gerstenberg e. V. – 2 Sitze (37,3 %)
- Fahrzeugkultur Gerstenberg e. V. – 2 Sitze (33,6 %)
- SV Gerstenberg 1954 e. V. – 2 Sitze (29,1 %)

Die Wahlbeteiligung lag bei 76,4 %.

## Wirtschaft und Infrastruktur

### Wasserver- und Abwasserentsorgung
Die Aufgaben der Wasserver- und Abwasserentsorgung hat die Gemeinde dem Zweckverband Wasserver- und Abwasserentsorgung Altenburger Land übertragen.